# Prameny Úpy
Prameny Úpy byla přírodní památka ev. č. 521 poblíž obce Černý Důl v okrese Trutnov. Oblast spravuje Správa Krkonošského národního parku. Památka byla zrušena k 1. dubnu 2008 začleněním památky pod NP Krkonoše.
Důvodem ochrany byla nejcennější partie Krkonoš v pramenné oblasti Úpy.